# Fáider Burbano
Fáider Fabio Burbano Castilla (San Andrés de Tumaco, 19 giugno 1992) è un ex calciatore colombiano, di ruolo centrocampista.

## Carriera
Ha giocato nella prima divisione dei campionati colombiano, uruguaiano, bulgaro, salvadoregno ed armeno.